# Simon Richardson (Radsportler, 1966)

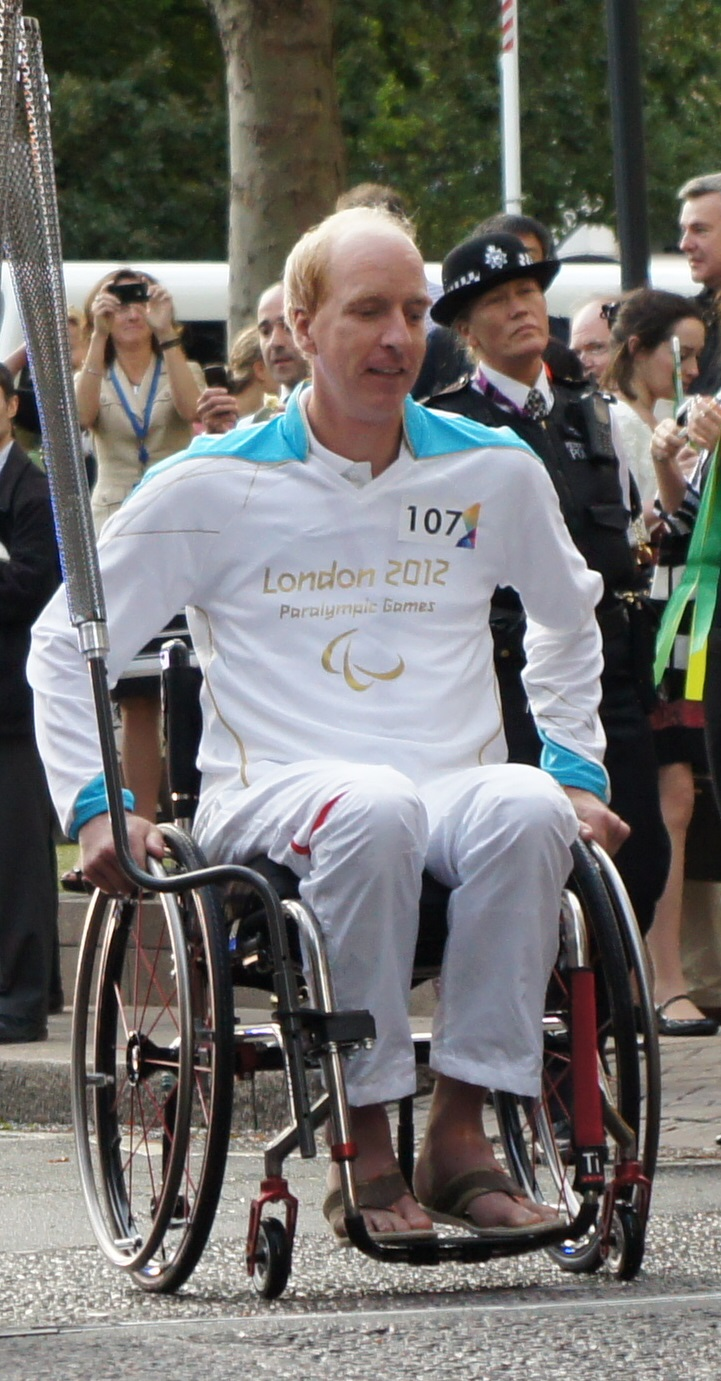
Simon Richardson beim Transport der Olympischen Flamme für die Paralympics 2012

Simon Richardson MBE (* 10. November 1966 in Porthcawl, Wales) ist ein britischer Radrennfahrer und mehrfacher Medaillengewinner bei den Paralympischen Spielen in Peking.
Richardson wurde 2001 während eines Radsporttrainings von einem Auto angefahren und trug schwere Bein- und Rückenverletzungen davon. Drei Jahre später begann er auf Anraten der Ärzte wieder mit dem Radsport.
2008 nahm er an den Paralympischen Spielen in Peking teil und konnte beim Bahnrennen in der Disziplin 1-km-Zeitfahren (LC 3-4) eine Goldmedaille gewinnen und mit 1:14,936 Minuten einen neuen Weltrekord aufstellen. Zwei Tage später, am 9. September, gewann er bei der Einerverfolgung (LC 3) seine zweite Goldmedaille. Beim Einzelzeitfahren (LC 3) am 12. September gewann Richardson hinter Laurent Thirionet Silber. 
Richardson ist verheiratet und Vater zweier Kinder.